# Maurice Ndour
Maurice Ndour (Sindia, 18 de junho de 1992) é um jogador senegalês de basquete profissional que atualmente joga pelo New York Knicks, disputando a National Basketball Association (NBA).